# Pristomerus baumhoferi
Pristomerus baumhoferi är en stekelart som beskrevs av Joseph Augustine Cushman 1930. Pristomerus baumhoferi ingår i släktet Pristomerus och familjen brokparasitsteklar. Inga underarter finns listade i Catalogue of Life.